# Kałdowo (Malbork)
Kałdowo (niem. Kalthof) – dzielnica oraz zachodnia część miasta Malborka, jedyna położona na zachodnim brzegu Nogatu.
Malborskie Kałdowo stanowi zasadniczą część dawnej wsi Kałdowo, natomiast sąsiednia wieś Kałdowo stanowi jej szczątkową, zachodnią część, która znajdowała się w granicach Malborka w latach 1954–1971.

## Historia
Kałdowo zostało utworzone z dwóch wsi Kalthof i Vogelsang. W XVIII w. Kalthof zamieszkiwali też mennonici, a także katolicy i ewangelicy.W latach 1920–1939 Kałdowo funkcjonujące wcześniej jako przedmieście Malborka  należało do Wolnego Miasta Gdańska, do powiatu Großes Werder (Wielkie Żuławy). W latach 1945–1954 roku miejscowość była siedzibą gminy Kałdowo.
5 października 1954, w związku z reformą administracyjną kraju utworzono, zniesiono gminę Kałdowo, tworząc nową gromadę Kałdowo. Równocześnie  Kałdowo (oprócz przysiółka Czerwone Stogi) włączono do Malborka, przez co siedziba nowej gromady znalazła się de facto w Malborku.
1 stycznia 1972 część obszaru miasta Malborka (1744,38 ha) włączono do gromady Kałdowo. Część ta odpowiada obszarowi współczesnej szczątkowej wsi Kałdowo, czyli części historycznego Kałdowa, która odtąd pozostaje poza granicami miasta.